# Amegilla brooksi
Amegilla brooksi är en biart som beskrevs av Constance Margaret Eardley 1994. Amegilla brooksi ingår i släktet Amegilla och familjen långtungebin. Inga underarter finns listade i Catalogue of Life.